# Cerithiopsis merida
Cerithiopsis merida är en snäckart som först beskrevs av Dall 1927.  Cerithiopsis merida ingår i släktet Cerithiopsis och familjen Cerithiopsidae. Inga underarter finns listade i Catalogue of Life.